# Charles Triplett O'Ferrall
Charles Triplett O'Ferrall (21 de outubro de 1840 – 22 de setembro de 1905) foi um político americano, o 42º governador da Virgínia de 1894 a 1898, e membro da Câmara dos Representantes dos Estados Unidos de 1883 a 1894.

## Início de vida
Charles O'Ferrall nasceu em Bath, agora Berkeley Springs na Virgínia, filho de John e Jane Laurens Green O'Ferrall. Seu pai era um estalajadeiro e antigo membro da assembleia geral da Virgínia, que foi eleito secretário do Tribunal do Condado de Morgan, em 1851. Quando John O'Ferrall morreu subitamente em 1855, o juiz local pensou ser suficiente que Charles O'Ferrall, com apenas quinze anos, fosse nomeado para exercer o cargo até que fosse realizada uma nova eleição. Ele foi suficientemente respeitado e mais tarde venceu a eleição para o cargo, já com dezessete anos, para um mandato completo de seis anos como funcionário do Tribunal. No entanto, exerceu apenas menos da metade do mandato antes do condado ter sido lançado em convulsão pelo início da guerra civil americana.
Apesar da vinda de uma área predominantemente pró-união, O'Ferrall identificava-se com lealdade pela Virgínia, então juntou-se ao lado confederado da guerra. Contando com o seu cavalo particular, ao O'ferrall foi imediatamente oferecido o posto de sargento de cavalaria. Posteriormente distinguiu-se em várias batalhas, sendo promovido ao posto de major e sendo permitido formar seu próprio Batalhão de cavalaria. Até o final da guerra, O'Ferrall era um coronel no comando de toda a cavalaria do Vale do Shenandoah, e seus regimentos estiveram engajados na última luta da guerra na área da Virgínia. Diante das façanhas, ele foi ferido oito vezes em batalha, incluindo uma em que ficou seriamente ferido que foi abandonado para morrer.

## Carreira política
Após a guerra, O'Ferrall retornou para a tradição familiar de estalagem e pouso, embora ele considerasse isso insuficiente, quer pessoalmente, quer financeiramente.Diante disso ele preferiu cursar uma licenciatura em direito no Washington College, graduando-se em 1869, logo após abriu um escritório de advocacia em Harrisonburg. No entanto, ele em seguida voltou à política disputando com sucesso para câmara dos delegados da Virginia, em 1871, porém sem sucesso para o Congresso dos EUA no ano seguinte. Em 1874, a assembleia geral nomeou O'Ferrall para juiz do Condado. No entanto, ele considerou a atividade tediosa e retornou para a advocacia no final de seu mandato de seis anos.
Após vários anos de advocacia e auxiliando vários candidatos democratas, O'Ferrall disputou com John Paul para o 7º distrito congressional da Virgínia, em 1883. Na eleição a contagem inicial dos votos mostrou O'Ferrall  com duzentos a menos num total de 24.000, feita a recontagem acabou eleito para o cargo.O'Ferrall posteriormente foi reeleito cinco vezes, servindo por de dez anos na Câmara dos representantes. Sua carreira no Congresso foi em grande parte normal, embora ele tenha ganho uma reputação de defensor acérrimo da Virgínia e do Presidente Grover Cleveland.

## Governador da Virgínia
Depois de duas tentativas sem sucesso para obter a nomeação democrata para o cargo de governador, O'Ferrall estava obstinado em conseguir a indicação em 1893. Desta vez ele ganhou o apoio do partido democrata e obteve facilmente a nomeação. Os republicanos decidiram não lançar candidato para a eleição, então o único adversário de O'Ferrall foi o candidato do partido populista Edmund Cocke. O'Ferrall beneficiou-se dos temores de populismo e supremacia racial, para vencer a eleição com maioria nunca antes obtida por qualquer governador da Virgínia.
A primeira metade do mandato de O'Ferrall como governador foi destaque pela sua vontade de usar fortes medidas para preservar a lei e a ordem. Enviou forças armadas para proteger os mineiros não grevistas, manter a paz durante a greve dos mineiros e também conter a unidade do "Exército" de Coxey que possuía manifestantes de fora do estado. Apesar de sua postura pública como uma supremacista branco, O'Ferrall também foi rápido a enviar tropas para acabar com a violência de rua e evitar linchamentos. Suas ações neutralizaram assim diversas situações de alta polêmica, e ele permaneceu um governador aceito popularmente até o final de 1895.
Em 1896 a política do Partido Democrata fora dominada pela questão econômica do "Padrão Ouro" (rigidez monetária) e da "Prata Livre" (cunhagem livre de moedas de baixo valor), afastando O'Ferrall que sempre foi um acérrimo defensor do "padrão-ouro". Os favoráveis da "prata livre" conseguiram a indicação de William Jennings Bryan como o candidato presidencial democrata em 1896. Como resultado, O'Ferrall permaneceu em um pequeno grupo de democratas da Virgínia que apoiavam o "padrão-ouro" e contrários ao candidato Bryan. Esta posição abalou a popularidade e o apoio político que conseguiu apenas garantir que ele terminasse seu mandato, sem grandes realizações.

## Últimos anos e morte
A posição de O'Ferrall na questão da "prata-livre" não só minou os últimos anos de seu governo, mas também efetivamente selou a sua aposentadoria da vida pública. Ele posteriormente tentou um retorno à advocacia, mas sua atividade foi prejudicada por problemas de saúde significativos, em parte, como resultado dos ferimentos que ele havia sofrido durante a Guerra Civil. Em 1904 ele publicou sua autobiografia, intitulada de quarenta anos de serviço ativo. Logo após sua publicação, O'Ferrall morreu em 22 de setembro de 1905 em Richmond, Virginia e foi enterrado no cemitério de Hollywood.Sua documentação pessoal está sob a custódia do Special Collections Research Center no College of William & Mary.

## Fonte da tradução
- Este artigo foi inicialmente traduzido, total ou parcialmente, do artigo da Wikipédia em inglês cujo título é «Charles Triplett O'Ferrall».